# Waris Shah: Ishq Daa Waaris
Waris Shah: Ishq Da Waaris (Panjabi: ਵਾਰਿਸ ਸ਼ਾਹ: ਇਸ਼ਕ ਦਾ ਵਾਰਿਸ) ist ein indischer Spielfilm von Manoj Punj aus dem Jahre 2006.

## Handlung
Als der Großmogul Aurangzeb in seinem Reich die Musik verbietet, werden sämtliche Instrumente verbrannt und Musiker hingerichtet. Nachdem der Musiker Makhdoom hingerichtet wird, zieht sein Schüler Waris Shah nach Malkahans (im heutigen pakistanischen Punjab), um dort seine Version der Liebeslegende Heer Ranjha zu dichten. Von seiner Stimme angetan, verlieben sich die Dorfmädchen Bhaagpari und Saabo in ihn, die daraufhin zu Rivalinnen werden. Als Bhaagpari mit Waris eine Affäre beginnt, entdeckt Saabo es, verbrennt aus Eifersucht seine Gedichte und erzählt es dem ganzen Dorf, woraufhin Bhaagpari mit Inayat Malik zwangsverheiratet wird.

## Produktion und Veröffentlichung
Der Film wurde von Sai Productions produziert, Regie führte Manoj Punj. Shekar Svdc war für den Schnitt verantwortlich, Mahesh Deshpande für die Visual Effects.
Premiere des Films war am 6. Oktober 2006, in Indien und Großbritannien. Golden Palms veröffentlichte den Film in den USA auf DVD.